# Barceló Maya
Barceló Maya är en ort i Mexiko.   Den ligger i kommunen Solidaridad och delstaten Quintana Roo, i den östra delen av landet, 1 200 km öster om huvudstaden Mexico City. Barceló Maya ligger 7 meter över havet och antalet invånare är 606.
Terrängen runt Barceló Maya är mycket platt. Havet är nära Barceló Maya åt sydost.  Närmaste större samhälle är Ciudad Chemuyil, 19,0 km sydväst om Barceló Maya. 